# Alsónána
Alsónána (dříve též Rácnána, vyslovováno [alšónána], německy Unternanau, Raitznona, srbsky Српска Нана, Доња Нана, Srpska Nana, Donja Nana) je vesnice v Maďarsku v župě Tolna, spadající pod okres Szekszárd. Nachází se asi 6 km severozápadně od Bátaszéku. V roce 2015 zde žilo 700 obyvatel, z nichž jsou (dle údajů z roku 2011) 82,4 % Maďaři, 0,6 % Němci, 0,3 % Srbové, 0,1 % Romové a 0,1 % Slováci.
Sousedními vesnicemi jsou Alsónyék, Bátaapáti, Mőcsény, Mórágy, Pörböly, Szálka a Várdomb, sousedním městem Bátaszék.